# Флаг Приволжского сельского поселения (Чувашия)
Флаг муниципального образования Приво́лжское сельское поселение Мариинско-Посадского района Чувашской Республики Российской Федерации — опознавательно-правовой знак, служащий официальным символом муниципального образования.
Флаг утверждён 8 августа 2008 года и внесён в Государственный геральдический регистр Российской Федерации с присвоением регистрационного номера 4339.

## Описание
«Прямоугольное полотнище с отношением ширины к длине 2:3, воспроизводящее композицию герба Приволжского сельского поселения в синем, жёлтом, белом и красном цветах».
Геральдическое описание герба гласит: «Щит рассечён серповидно влево лазурью и золотом; в лазури — многократно пересечённый серебром и червленью морской лев (в виде льва с рыбьим хвостом вместо задней половины туловища), увенчанный золотой малой Императорской короной и держащий в лапах золотой лист хмеля с двумя шишками по сторонам».

## Обоснование символики
Флаг составлен на основании герба Приволжского сельского поселения Мариинско-Посадского района, по правилам и соответствующим традициям вексиллологии, и отражает исторические, культурные, социально-экономические, национальные и иные местные традиции.
Многие из деревень, входящих в состав поселения — Пущино, Нерядово, Демешкино, Кушниково, Шульгино, Ураково, Водолеево — расположились на самом берегу реки Волги. Жители этих мест издавна увлекались рыболовством, у многих имелись лодки. Почти в каждой семье на столе круглый год была свежая, солёная, вяленая рыба: лещ, судак, сом, жерех, стерлядь, щука, чехонь. Это позволяло разнообразить рацион питания и сохранить здоровье. Поэтому на флаге изображён лев с рыбьим хвостом вместо задней половины туловища, что символически отражает название сельского поселения.
Голубой цвет полотнища передаёт красоту природы этого края, в то же время обозначает реку Волгу.
В старину хлеба убирали вручную — жали серпами, при этом рожь, сжатая серпом, не теряла в поле ни одного колоска, ни одного зёрнышка, поэтому полотнище рассечено серповидно, что символизирует трудолюбие населения, проживающего здесь, сельскохозяйственную направленность их деятельности.
Жители наиболее крупных деревень, таких как Дубовка, Астакасы, Тинсарино издавна занимались выращиванием хмеля, поэтому в лапах льва лист хмеля с двумя шишками по сторонам.
Изображение льва, пересечённого красными и белыми полосами, увенчанного малой императорской короной указывает в то же время на географическое расположение поселения в Мариинско-Посадском районе, на флаге которого бело-красный лев.
В геральдике лев — это знак отваги, силы, храбрости, а также великодушия и милости.
Жёлтый цвет (золото) — символ урожая. Он повторяет цвет Государственного флага Чувашии.